# Église adventiste du septième jour
L'Église adventiste du septième jour (aussi appelée par abréviation « l'Église adventiste » ou « EASJ ») est une confession chrétienne protestante adventiste née d'un mouvement de « réveil ». Le mot « adventiste » vient du latin adventus qui signifie « arrivée », « venue », « avènement », en référence au retour du Christ annoncé par la Bible. « Septième jour » désigne le sabbat (samedi), le septième jour de la semaine, considéré par les adventistes comme le jour biblique de repos et d'adoration. Avec plus de 22 millions de membres, c'est la douzième plus grande organisation religieuse dans le monde et la sixième du point de vue de l'implantation internationale. Son siège se trouve à Silver Spring, dans le Maryland (États-Unis).
Sous la direction de Joseph Bates (1792-1872), James White (1821-1881) et sa femme Ellen White (née Ellen Gould Harmon, 1827-1915), l'Église adventiste du septième jour fut officiellement organisée en 1860 à Battle Creek dans le Michigan, avant d'établir en 1863 la Conférence générale (la direction mondiale de l'Église adventiste).
Les adventistes du septième jour sont très attachés aux principes de la liberté de conscience dans le respect de l'ordre public et la dignité de la personne, à la séparation des Églises et de l'État et au dialogue interreligieux. Ils sont fortement impliqués dans la défense de la liberté religieuse par leur présence active dans des associations comme IRLA ou AIDLR.

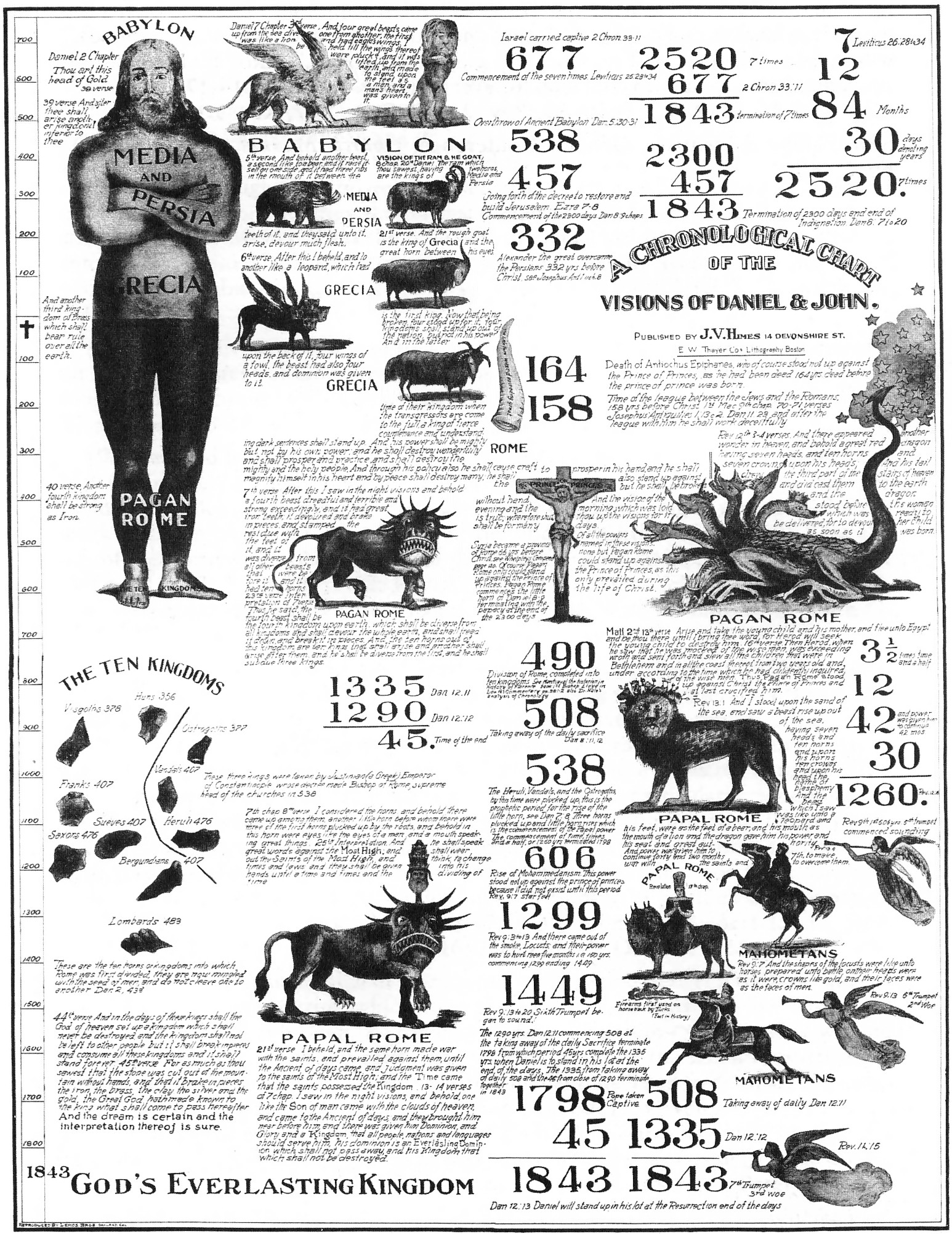
Affiche millériste de 1843

## Histoire

### Mouvement millériste (1831-1844)
Au début du XIXe siècle, un mouvement chrétien important d'étude des prophéties apocalyptiques des livres de Daniel et de l'Apocalypse se propagea à travers le monde. Plus de quatre-vingts commentateurs de la Bible placèrent l'accomplissement de la période des « 2 300 jours » prophétiques du verset Daniel 8:14 (sur le principe qu'un jour prophétique est une année) à une date située vers le milieu du XIXe siècle (habituellement entre 1840 et 1847), pensant qu'il s'agissait du retour du Christ. Joseph Wolff (1795-1862), un juif allemand converti au christianisme (anglican), annonça ce message au Moyen-Orient et en Inde aux juifs, aux musulmans et aux hindous. En 1801, Manuel de Lacunza (1731-1801), un jésuite chilien, publia Le retour du Messie en gloire et en majesté. Ce livre circula en Espagne, en Italie et dans l'Amérique latine. Des prédicateurs protestants suscitèrent l'intérêt des foules : Louis Gaussen (1790-1863) en Suisse et en France, Edward Irving (1792-1834) en Angleterre, Thomas Playford en Australie.

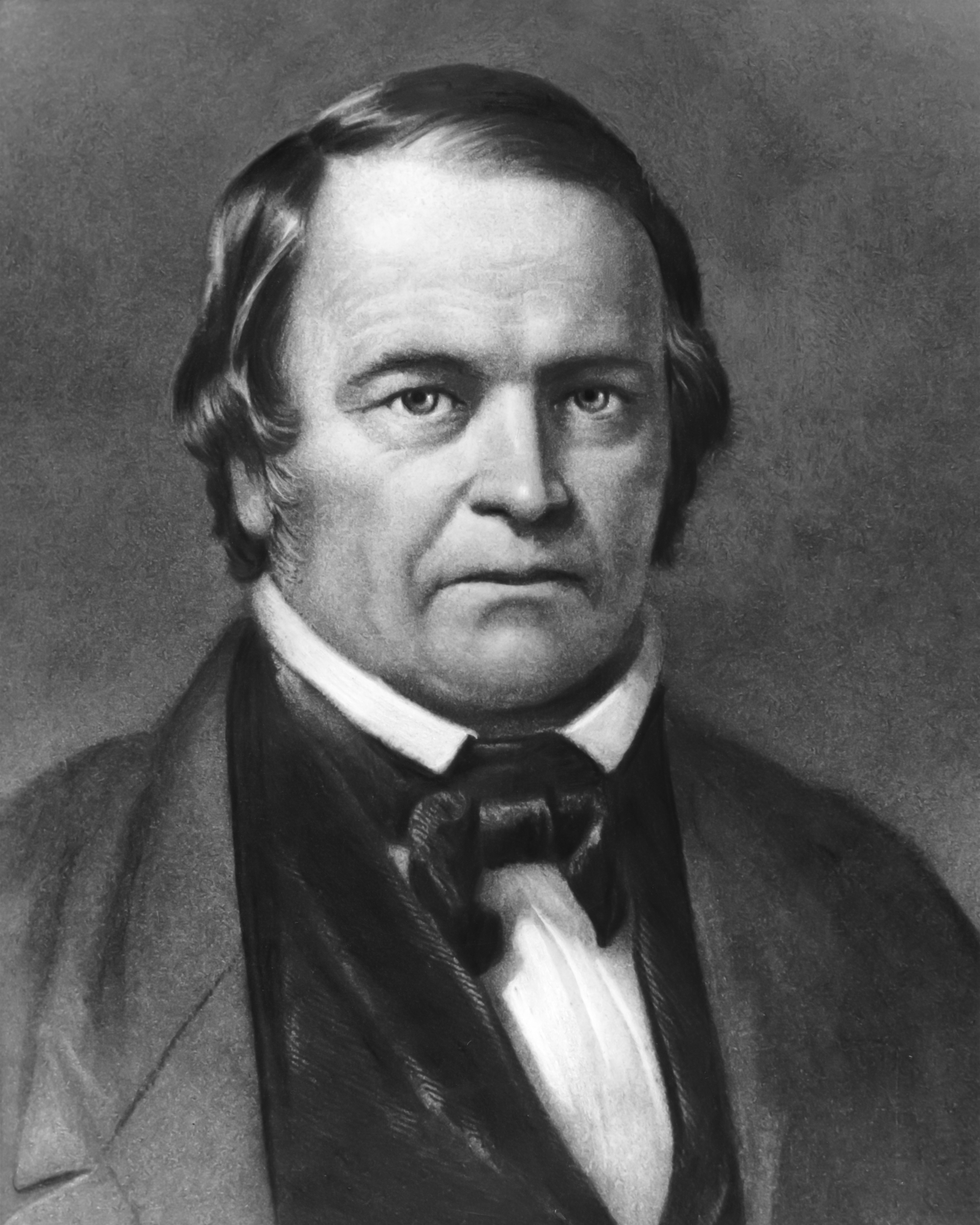
William Miller.

Sur la base de cette prophétie de Daniel, William Miller conclut en 1818 que le retour visible de Jésus-Christ aurait lieu vers 1843-1844. Son mouvement prit de l'ampleur et fut appelé « le millérisme » ou « l'adventisme » mais étant interconfessionnel, il ne se constitua pas formellement en une organisation religieuse. Assisté de dirigeants millérites comme Joshua Himes, Josiah Litch, Charles Fitch et de prédicateurs de confessions chrétiennes diverses, Miller annonça ce message à travers la Nouvelle-Angleterre. Cet enseignement allait complètement à contre-courant du « (post-)millénarisme », la croyance la plus répandue à l'époque, qui annonçait un millénaire de paix et de prospérité imminent sur terre. Par contraste, les millérites enseignaient l'ascension des croyants au ciel et la destruction de la terre. Sur dix-sept millions d'Américains, 150 000 attendaient le retour du Christ.
Cette prédiction de « fin du monde », fixée au 22 octobre 1844, ne s'étant pas réalisée, il s'ensuivit un grand désappointement. Miller reconnut s'être trompé mais il garda sa foi dans la doctrine du retour du Christ et rejeta fermement l'établissement d'une nouvelle date. Ce qui resta du mouvement millérite (54 000 personnes en 1860) se divisa en trois courants : les adventistes spiritualistes qui affirmèrent que Jésus était revenu en esprit à ce moment-là (ce groupe disparut au début du XXe siècle), les adventistes d'Albany qui abandonnèrent toute signification particulière à Daniel 8:14 (ils sont peu nombreux aujourd'hui), et un petit groupe d'adventistes sabbatistes (une cinquantaine de personnes en 1846) qui considéraient qu'il y avait eu une erreur, non sur la date mais sur la nature de l'évènement. C'est ce petit groupe qui grandira pour devenir « les adventistes du septième jour ».
Le courant des adventistes d'Albany (appelés ainsi après une convocation générale à Albany, capitale de l'État de New York, en mai 1845) fut de loin le courant adventiste le plus important mais à cause de divergences théologiques, il se scinda en plusieurs églises : l'Église de Dieu (Oregon, Illinois) déjà existant se séparait de ce groupe, les adventistes évangéliques en 1858, les chrétiens adventistes en 1860 et l'Union de l'avènement et de la vie en 1863. Les chrétiens adventistes (25 600 membres en 2006) et l'Église de Dieu (600 membres) sont les seules confessions du courant d'Albany à avoir survécu. D'autres Églises dérivèrent d'un des trois courants issus du millérisme, telle que les Étudiants de la Bible qui deviendront plus tard les Témoins de Jéhovah. Ces derniers n'ont aucune affiliation historique avec les adventistes du septième jour.

### Élaboration des doctrines adventistes (1844-1863)

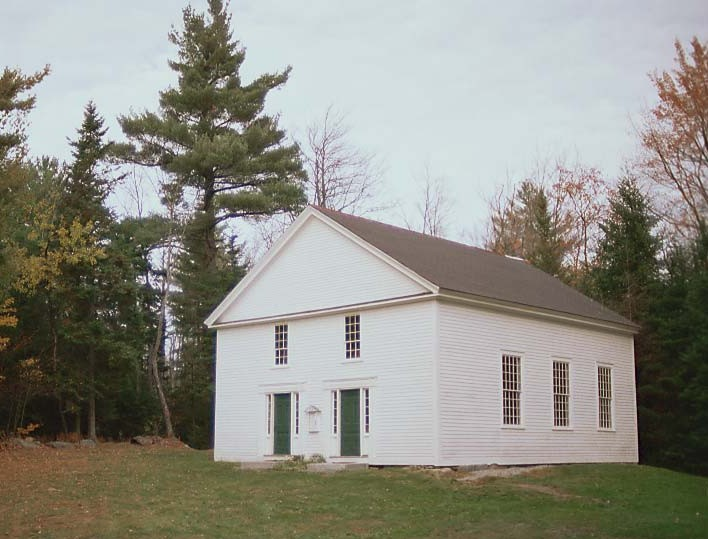
Congrégation de Frederick Wheeler, la première église adventiste à observer le sabbat, Washington, New Hampshire.

Les adventistes du septième jour sont de loin la confession de l'adventisme historique la plus connue et la plus répandue.
Dès octobre 1844, Hiram Edson (1806-1882) conclut que Daniel 8:14 prédit la seconde phase du ministère du Christ dans le sanctuaire céleste, non le retour du Christ. Durant la décennie suivante, le développement de cette compréhension conduira à la doctrine du jugement investigatif : un processus eschatologique au cours duquel la vie des chrétiens est passée en jugement et qui confirme la rectitude de la justice de Dieu. Les adventistes continuèrent à croire en l'imminence du retour du Christ mais ils s'abstinrent de fixer une date.
Durant le réveil millérite, les Églises baptistes du Septième Jour agitèrent la question du jour biblique de repos et d'adoration. En 1844, la baptiste du septième jour Rachel Oakes gagna à cette doctrine Frederick Wheeler et peut-être Thomas Preble, deux prédicateurs millérites (respectivement méthodiste et baptiste). Après le désappointement, Preble écrivit un article dans les colonnes du Hope of Israel du 28 février 1845 sur le shabbat (samedi), le septième jour de la semaine (observé par les juifs et les chrétiens du christianisme primitif). Le mois suivant, il publia une brochure, plus fournie en explications. Cet écrit, et une étude avec Wheeler, convainquit Joseph Bates, un dirigeant millérite (de la connexion chrétienne). Sous la direction de Bates, les adventistes se livrèrent dans la prière à une étude intense de la Bible au cours « des réunions sur le sabbat et le sanctuaire » (1848-1850). Ils établirent les premiers fondements doctrinaux de l'adventisme (s'ajoutant plus ou moins aux doctrines chrétiennes traditionnelles) : notamment le retour du Christ, le sabbat, l'immortalité conditionnelle et les dons spirituels.

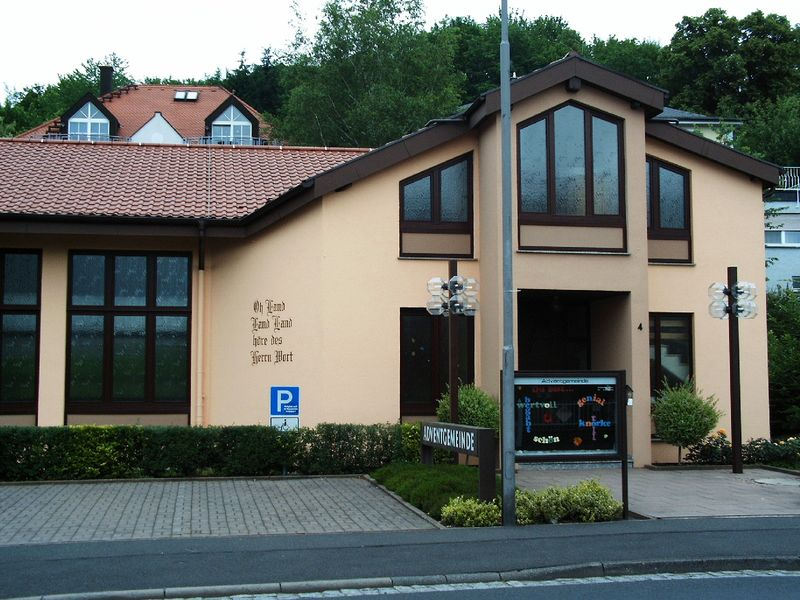
Église adventiste, Allemagne.

Selon les adventistes, en décembre 1844, Ellen Harmon (qui se maria à James White en août 1846) eut sa première vision à Portland dans le Maine. Elle jouera un rôle important comme guide spirituelle, orientant le mouvement adventiste. Considérée comme une visionnaire, elle écrivit de nombreux ouvrages (55 000 pages dactylographiées) sur la vie et les enseignements du Christ, la vie chrétienne et la compréhension prophétique de l'histoire. Elle contribuera à l'évolution de la jeune Église dans plusieurs domaines particuliers (la vie de famille, l'éducation, la santé, l'action humanitaire, la liberté religieuse, le droit des femmes et des Noirs). Grâce à elle, le mouvement prendra une dimension mondiale. Elle contribua à préserver l'unité des adventistes, à désamorcer des crises et à avertir contre des hérésies mais elle ne formula aucune doctrine adventiste, ni n'exerça aucune fonction à la direction de l'Église.
Pour propager les enseignements adventistes, James White démarra en mai 1849 l'impression d'un journal, Present Truth, qu'il renomma l'année suivante Second Advent Review and Sabbath Herald, aujourd'hui l'hebdomadaire Adventist Review, et le mensuel Adventist World publié à environ deux millions d'exemplaires en huit langues (dont le français) et quatre langues supplémentaires sur Internet. En 1855, White créa la première imprimerie adventiste à Battle Creek.

### Organisation de l'Église adventiste (1860-1863)
Initialement, les adventistes furent réticents à l'idée de s'organiser en Église. Mais sous l'impulsion de James et Ellen White, ils choisirent le nom « adventistes du septième jour » en octobre 1860. Ils étaient alors 3000 membres. Suivant le modèle presbytérien d'organisation ecclésiale, les premières fédérations d'églises adventistes furent organisées en 1861 et 1862. Puis en mai 1863, elles s'associèrent légalement sous une direction générale (la Conférence générale).

### Lancement d'institutions adventistes (1863-1874)
S'appuyant sur l'enseignement de la Bible, et sur les conseils d'Ellen White, les adventistes entamèrent une réforme de leur mode de vie dans les domaines de la vie familiale, de la santé et de l'éducation. Les premières institutions apparurent : l'Institut de la réforme sanitaire en 1866, le collège de Battle Creek en 1874, l'imprimerie Pacific Press en Californie en 1874, des restaurants végétariens et des centres d'aides aux défavorisés. Pendant une soixantaine d'années, John Harvey Kellogg (1852-1943), le célèbre médecin et chirurgien, auteur de 57 livres sur la santé, inventeur des corn flakes, du beurre d'arachide et des viandes végétales de substitution, précurseur du jogging, dirigea le Sanitarium de Battle Creek.

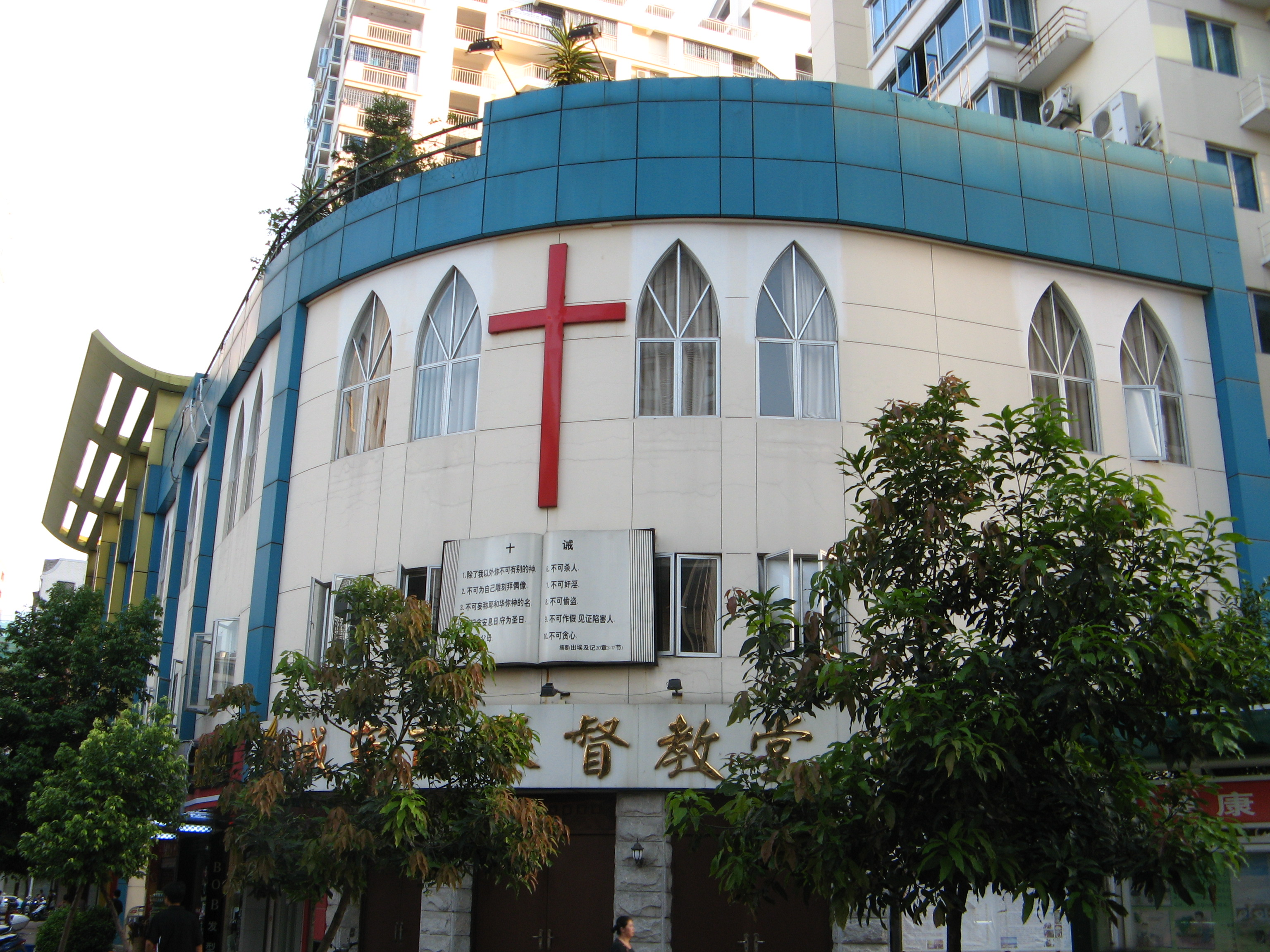
Église adventiste, Fuzhou, Chine.

### Démarrage des missions adventistes (1874-1901)
En 1864, Michael Czechowski (1818-1876), un ancien prêtre polonais, immigré aux États-Unis, retourna en Europe. Il fonda les premières églises adventistes d'Europe en Italie et en Suisse. Mais le premier missionnaire adventiste officiel fut John N. Andrews (1829-1883), le plus grand théologien adventiste à l'époque. En 1874, il s'établit en Suisse, d'où il fonda la revue francophone Signes des Temps. En 1876, le canadien francophone Daniel Bourdeau (1835-1905) établit la première église adventiste en France. Au début du XXe siècle, les adventistes avaient établi une présence sur tous les continents, notamment en Australie, en Allemagne, en Scandinavie, en Asie du sud-est, en Afrique du Sud et dans la Caraïbe. Des colons adventistes s'installèrent dans le Caucase du Nord également (alors partie de l'Empire russe).

### Réorganisation de l'Église adventiste (1901-1913)
Avec l'essor des institutions et des missions adventistes, qui entraîna des dysfonctionnements et de fortes contraintes financières, la structure de l'Église adventiste devint inadéquate. Conseillés par Ellen White, les adventistes procédèrent à une restructuration qui décentralisa les décisions et les compétences : la création des Unions en 1897, la grande réorganisation de 1901 (la décentralisation et la création des départements) et l'instauration des Divisions en 1913.

### L'internationalisation de l'Église adventiste (1913-1950)

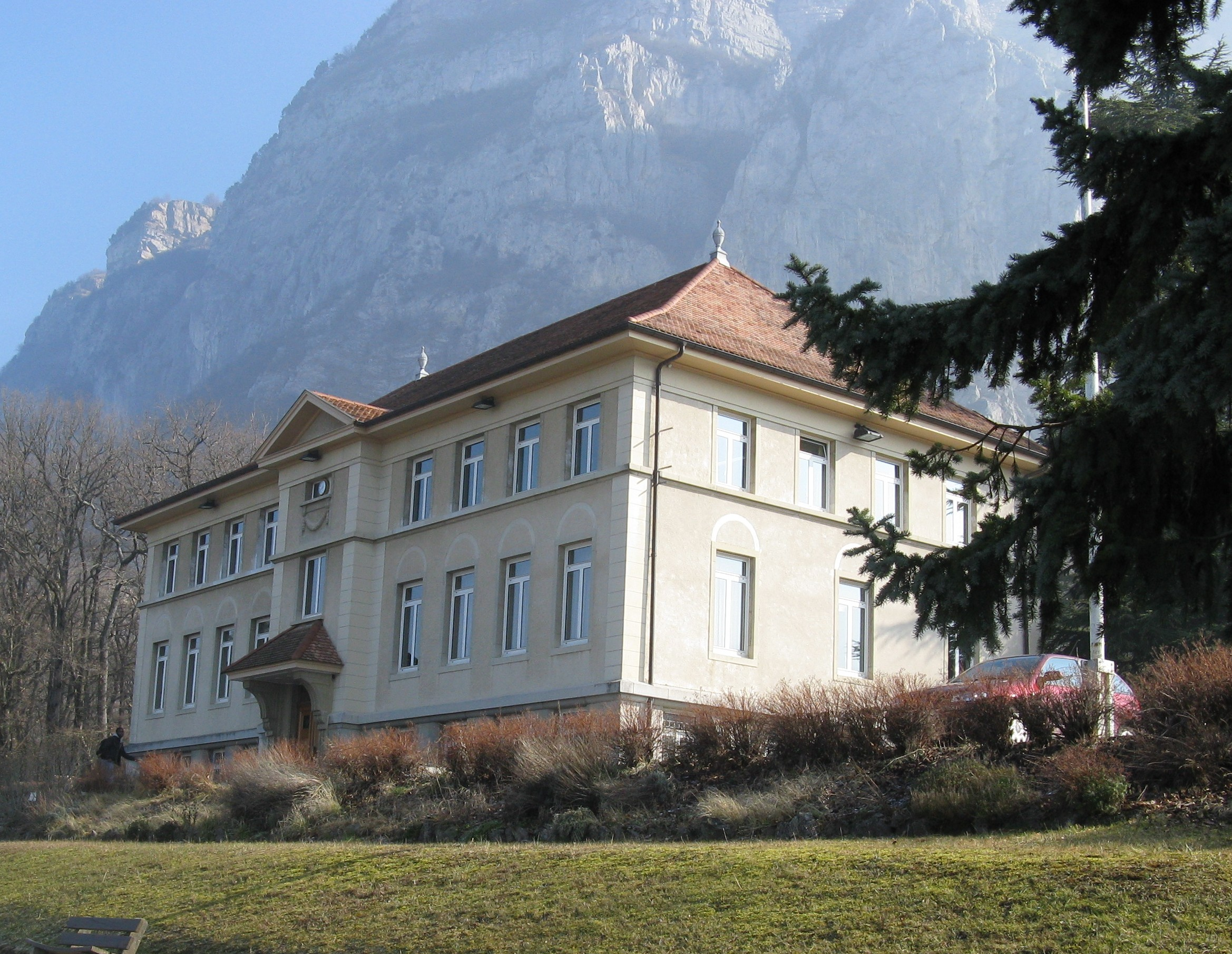
Campus adventiste du Salève, France.

En 1900, il y avait 42 Missions adventistes à travers le monde. En 1930, ce nombre s'était élevé à 270. Cet internationalisation de l'adventisme s'accompagna de la création d'un grand nombre d'institutions locales (des écoles, des hôpitaux, des imprimeries, des orphelinats, des organisations humanitaires) au service des adhérents et des populations indigènes. Après la mort d'Ellen White, le White Estate s'occupa de préserver et de diffuser ses écrits à travers le monde. En France, le séminaire adventiste du Salève ouvrit ses portes en 1921. En 1926, l'évangéliste Harold Richards fonda Voice of Prophecy, la première radio adventiste, qui émet aujourd'hui dans le monde entier.

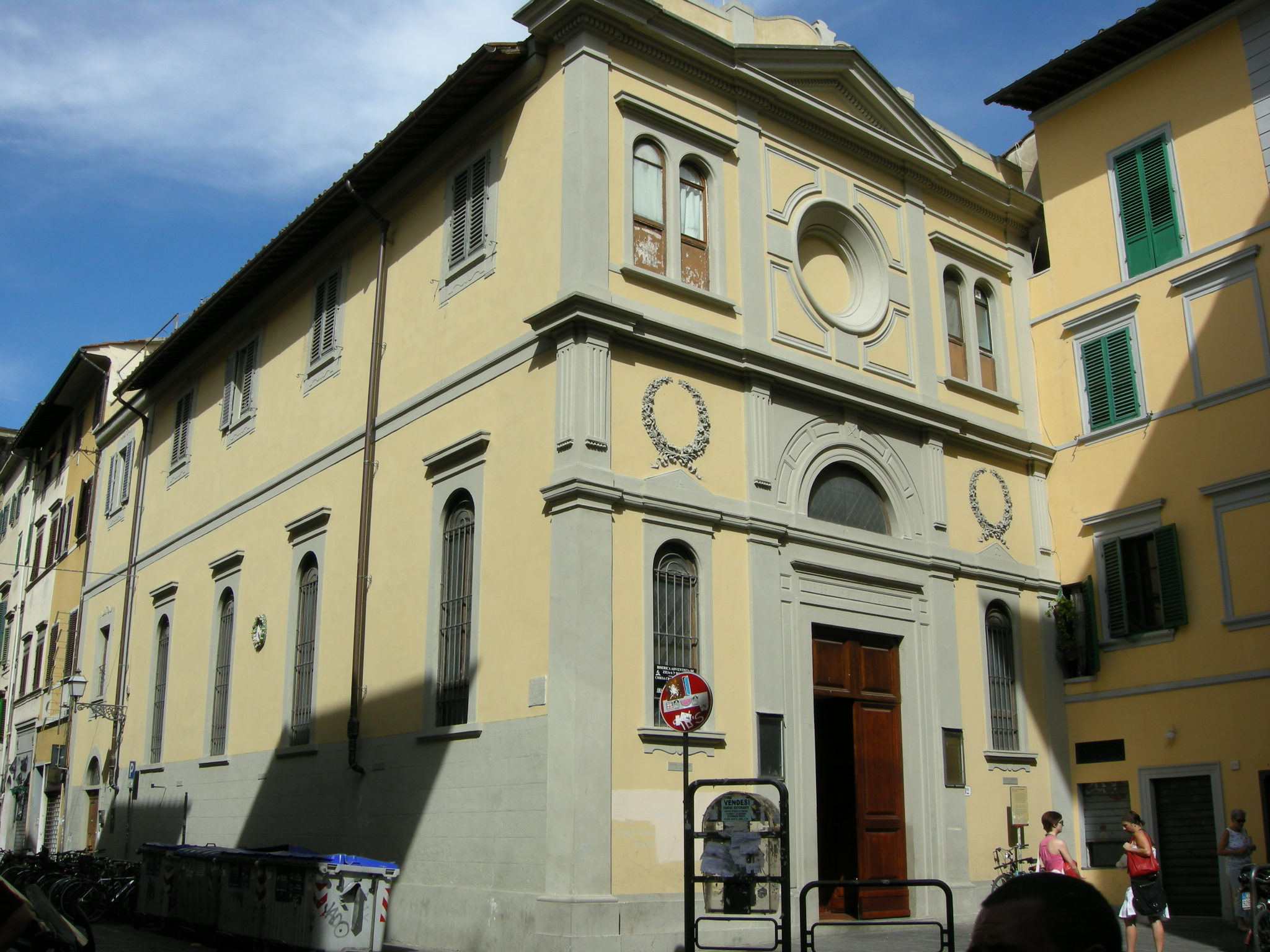
L'église Saint-Basile des Arméniens, à Florence (Italie), devenue église des adventistes du septième jour en 1939.

Durant la Première Guerre mondiale (1914-1918), la direction adventiste allemande commit une erreur en décidant (sans l'aval de la Conférence générale) d'autoriser le service combattant des adventistes allemands. À l'instar de James White et des conseils d'Ellen White, l'Église adventiste a toujours recommandé le principe du service non combattant, tout en veillant au respect de la liberté de conscience. Croyant que l'initiative de la direction adventiste allemande était approuvée par l'Église, une dissidence d'adventistes allemands se forma. Après la guerre, les dirigeants de la Conférence générale rencontrèrent la direction adventiste allemande et réprouvèrent formellement son attitude. Celle-ci reconnut ses torts. Cet avis n'est pas partagé par tous,. Arthur Daniells, le président de la Conférence générale, plaida le pardon et la réconciliation mais les chefs de file de la dissidence refusèrent,,. La plupart des dissidents réintégrèrent l'Église adventiste mais un petit groupe rompit ses liens avec elle et s'organisa en Église lors d'une réunion à Gotha, en Allemagne, du 14 au 20 juillet 1925. Il se donna pour nom : « les adventistes du septième jour, Mouvement de réforme », estimés à 35.000 membres aujourd'hui,.

### Globalisation de l'adventisme (1950-1990)
Après l'après-guerre, l'Église adventiste poursuivit sa globalisation en plaçant des dirigeants indigènes aux postes de responsabilité à tous les niveaux de l'organisation. Dans une société en crise et en mutation, elle chercha des solutions bibliques et créatives face aux questions du mode de vie, de la diversité ethnique, des droits des femmes ou de l'éclatement des valeurs familiales en utilisant des outils de recherche plus sophistiqués : l'Institut de recherche géoscience (1958), l'université Andrews (la première université adventiste après la brève existence de l'université du Potomac) créée en 1960, l'Institut de recherche biblique adventiste (1975). En 1950, William Fagal démarra « Faith for Today », le premier programme adventiste à la télévision. D'autres moyens de communication apparurent : Adventist World Radio (en 1971) en 77 langues couvrant potentiellement 80 % de la population mondiale, et la première chaîne de télévision adventiste 3ABN (en 1987). Mais malgré l'augmentation du nombre de « pasteures », l'Église adventiste n'a pas autorisé la consécration des femmes au pastorat lors des deux prises de vote en session générale à Indianapolis en 1990 et à Utrecht en 1995.

### Au tournant duXXIesiècle(1990-aujourd'hui)
En octobre 2009, l'église adventiste totalisait plus de 16 millions de membres baptisés. Étant donné qu'elle est une église confessionnelle (seuls les chiffres des membres baptisés sont comptabilisés), on estime qu'au moins 25 millions de personnes assistent aux services religieux hebdomadaires. En France (métropole, DOM-TOM) sa représentativité est d'environ 100 000 fidèles dont 48 700 membres baptisés (au 1er janvier 2009). Les deux fédérations adventistes françaises métropolitaines ont reçu - le 29 novembre 2003 - l'approbation d'adhésion à la Fédération protestante de France et depuis le 12 mars 2006 y participent pleinement. En 2003, l'Église lança le réseau mondial adventiste de télévision Hope Channel, 24h sur 24 - comprenant à l'heure actuelle 8 chaînes internationales par câble et satellite, et 3 chaînes sur Internet.

## Statistiques
Selon un recensement de la confession publié en 2022, il aurait 95 297 églises, 21 912 161 membres et 20 924 ministres. Elle aurait également 6 623 écoles primaires, 2 640 écoles secondaires(collèges), 118 universités, 229 hôpitaux,.

## Doctrine
(juin 2019).

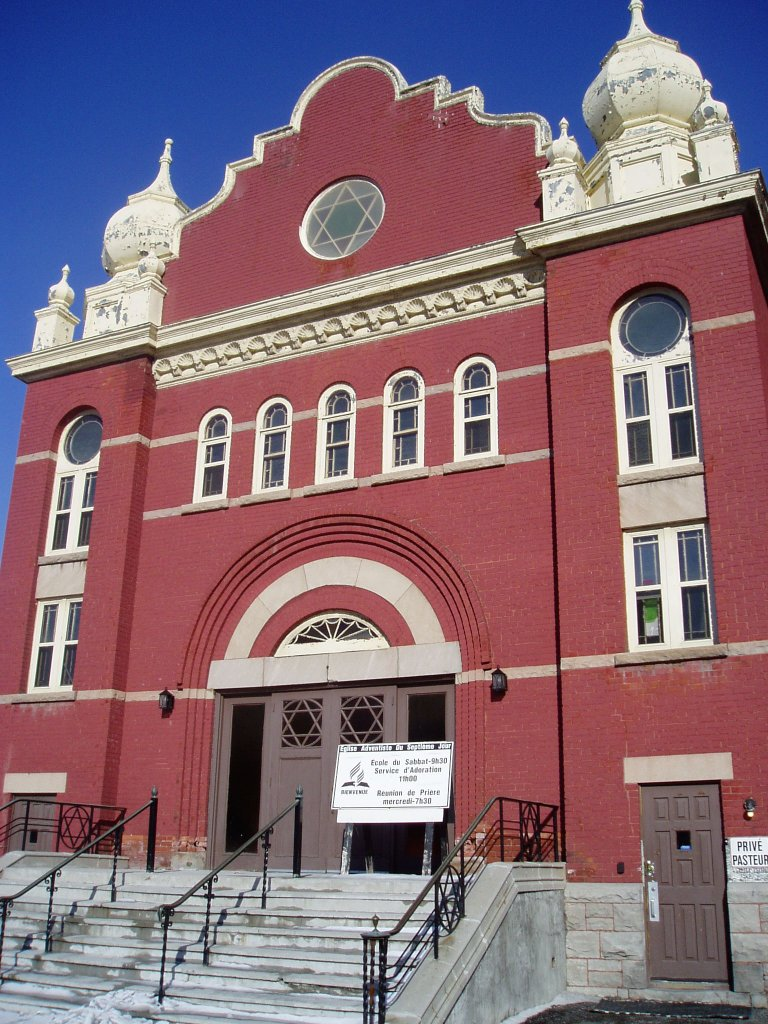
Église adventiste francophone à Ottawa au Canada, ancienne synagogue.

Les adventistes du septième jour fondent leurs croyances sur la Bible (Ancien et Nouveau Testament), comme étant inspirée par le Saint-Esprit (c'est le principe protestant de Sola scriptura, l'Écriture comme unique règle de foi). Adhérant aux principes du protestantisme, ils se considèrent comme les héritiers des Vaudois, de la Réforme protestante, des anabaptistes, des piétistes, des méthodistes ou des baptistes du Septième Jour auxquels ils doivent les doctrines de Sola Scriptura, l'infaillibilité de la Bible, la trinité, l'incarnation du Christ, le salut par la grâce, la mort expiatoire et de substitution du Christ, l'immortalité conditionnelle, le baptême par immersion, le sabbat, le principe de séparation des Églises et de l'État, la permanence de la loi de Dieu, la sanctification, le retour du Christ avant le millénaire d'Apocalypse 20 (le prémillénarisme) et le jugement final.
Les adventistes considèrent la Bible comme leur unique base. Estimant que la vérité est progressive, leurs 28 croyances fondamentales ne sont pas un credo, même s'ils croient qu'elles sont des enseignements des Saintes Écritures. Quand ils se réunissent en session de la Conférence générale, la possibilité d'une révision de ces déclarations existe « quand l'Église est guidée par le Saint-Esprit à une compréhension plus complète de la vérité de la Bible ou trouve un langage meilleur pour exprimer les enseignements de la Sainte Parole de Dieu ». À ce jour, les croyances adventistes officielles ont été énoncées et peaufinées plusieurs fois :
1. En 1872 : les 25 principes fondamentaux ;
2. En 1931 : les 22 croyances fondamentales (réarrangement + articles sur la Trinité, la dîme et le mode de vie) ;
3. En 1980 : les 27 croyances fondamentales (réarrangement thématique) ;
4. En 2005 : les 28 croyances fondamentales (croyance 11 intitulée croître en Christ ajoutée) ;
5. En 2015 : « toilettage de certaines croyances »[47].

Ces croyances sont brièvement résumées ici :

### Doctrine de Dieu (croyances fondamentales 1-5)

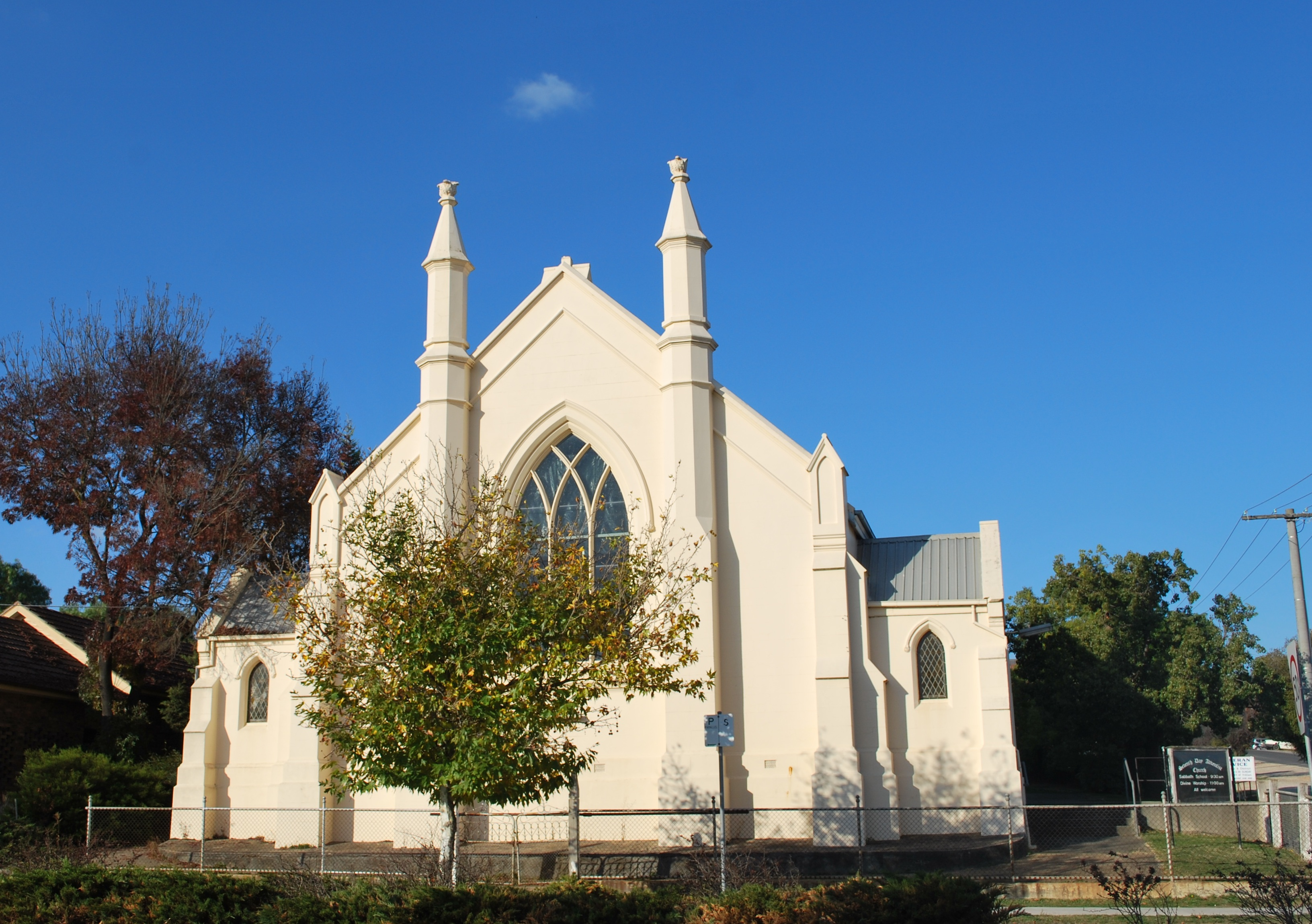
Église adventiste, Castlemaine, Australie.

Les adventistes enseignent que la Bible, l'Ancien et le Nouveau Testaments, sont la Parole de Dieu écrite, inspirée du Saint-Esprit, la connaissance nécessaire au salut, la révélation infaillible de la volonté de Dieu, la norme du caractère, l'autorité doctrinale et le récit digne de confiance des actes de Dieu dans l'histoire. Ils acceptent l'enseignement de la Trinité : le Père, le Fils et le Saint-Esprit, seraient l'unité des trois personnes coéternelles. Dieu serait immortel, amour, juste, omniscient, omnipotent, omniprésent, infini, insondable et digne d'adoration, et Jésus serait à la fois pleinement Dieu et pleinement homme.
L'élaboration des croyances et l'unité doctrinale de l'Église adventiste ont été progressives, notamment sur la Trinité. Les premiers adventistes étaient des penseurs indépendants, avides de recherche biblique, en provenance d'une variété de confessions chrétiennes aux croyances diverses. À l'instar de Joseph Bates et James White (des anciens membres de l'Église chrétienne, aussi appelée la connexion chrétienne), une majorité d'adventistes rejetait en partie la doctrine de la Trinité, pensant que Jésus était Dieu mais aussi une créature ou le Fils engendré du Père (le semi-arianisme) et que le Saint-Esprit était une puissance divine impersonnelle. Pas encore totalement au clair sur la question, Ellen White (une ancienne méthodiste), prudente, se garda d'attaquer la doctrine de la Trinité. Au contraire, elle affirma avec insistance l'égalité du Père et du Fils (James White vint aussi à partager cette croyance).
À partir de 1890, William Prescott (1855-1944) présenta une claire explication de la Trinité. Parvenue à une compréhension plus mûre, Ellen White affirma avec force cette doctrine dans sa biographie sur Jésus, Jésus-Christ (1898) et dans d'autres écrits. En 1905, elle écrivit : « Il y a trois personnes vivantes dans le trio céleste. Au nom de ces trois grandes puissances - le Père, le Fils et le Saint-Esprit, - ceux qui acceptent le Fils par une foi vivante sont baptisés ». En 1931, cette compréhension fut incluse dans la liste des « croyances fondamentales », rédigée pour être insérée l'année suivante dans la première édition du Manuel d'église.

### Doctrine de l'homme (croyances fondamentales 6-7)

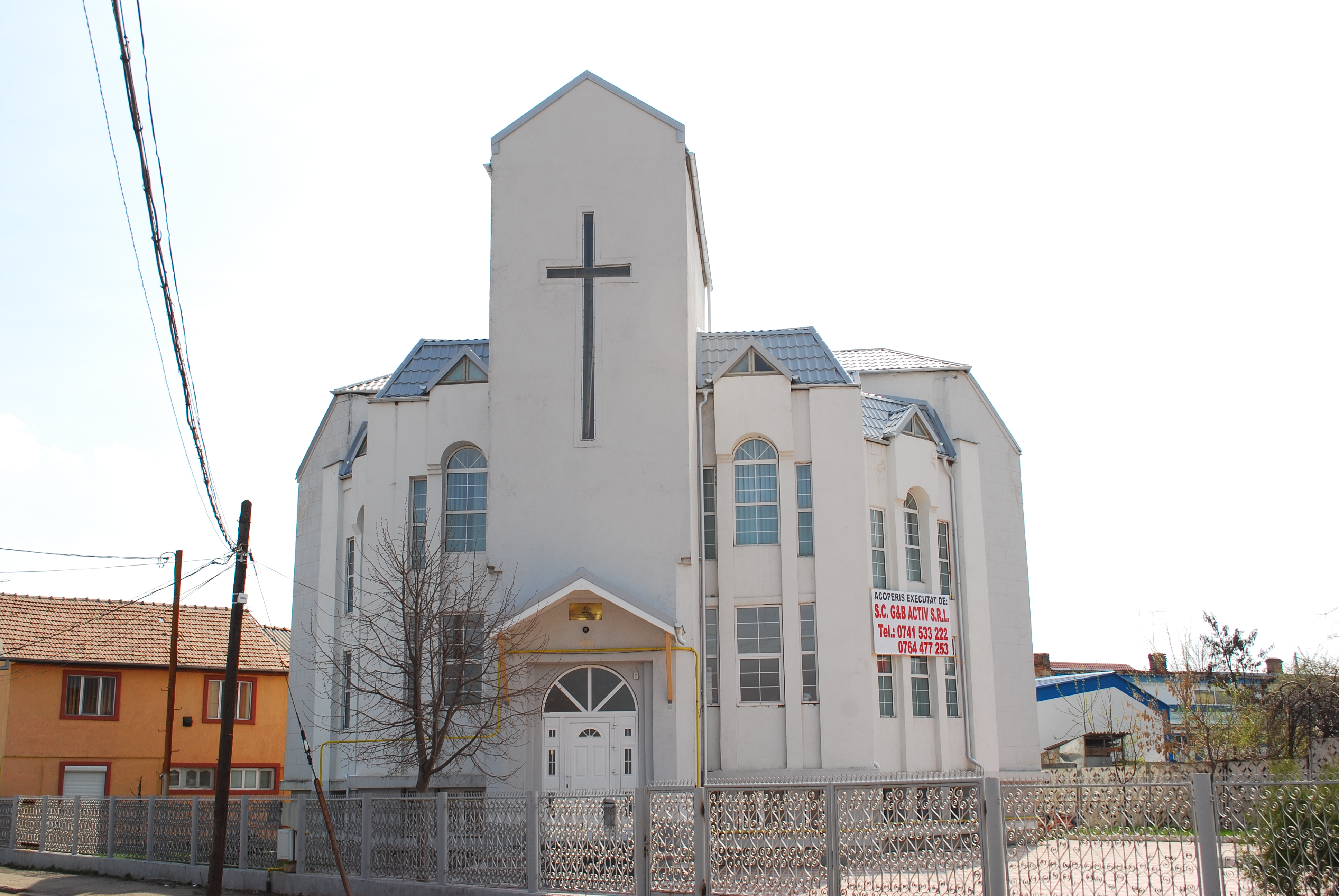
Église adventiste, Buzau, Roumanie.

Les adventistes enseignent que Dieu est le Créateur de toutes choses, qu'il a créé les hommes par amour et qu'il leur laisse la liberté de choisir. La création génésiaque en six jours est considérée comme étant un récit authentique. Le sabbat est un mémorial de cette création. Les premiers humains, l'homme et la femme, furent créés à l'image de Dieu, en êtres libres, dépendant de Dieu pour le souffle de vie. Ils reçurent le devoir de prendre soin de la terre. Mais à cause de leur désobéissance, toute l'humanité devint sujette à la mort.

### Doctrine du salut (croyances fondamentales 8-11)
Les adventistes enseignent que l'humanité est impliquée dans « la grande controverse », un conflit entre Christ et Satan à propos du caractère de Dieu, de sa loi et de sa souveraineté sur l'univers. Un ange, devenu Satan (« l'adversaire »), voulant s'asseoir sur le trône de Dieu, l'accusa d'être injuste et tyrannique. Il entraîna une partie des anges et l'humanité dans sa rébellion contre lui. Nos bonnes œuvres ne peuvent pas nous sauver mais en mourant à la croix, Jésus a libéré les pécheurs repentants de la mort et Dieu leur a accordé sa grâce et son pardon. Le salut est un don de Dieu. Celui qui l'accepte, vient à Dieu et se repent, est né de nouveau et est transformé par le Saint-Esprit.

### Doctrine de l'Église (croyances fondamentales 12-18)
Les adventistes enseignent que l'Église est la communauté universelle des croyants, de tous peuples et nations, unis et égaux en Jésus-Christ, qui le confessent comme Sauveur et Seigneur. Ils se réunissent pour l'adorer, fraterniser, s'instruire dans la Parole de Dieu, servir l'humanité et partager la Bonne Nouvelle du salut. Le baptême par immersion (le mot grec baptisma signifie « immersion ») est un signe de conversion, un acte public d'attachement à Dieu, d'entrée dans l'Église et un symbole de la mort à une vie de péché et de la résurrection à une vie nouvelle en Christ. Il ne se pratique que pour les personnes volontaires et consentantes, c'est l'anabaptisme. Il résulte d'une démarche personnelle.
Les adventistes enseignent qu'au temps de la fin, un « reste » a été appelé à garder tous les commandements de Dieu et la foi de Jésus, à proclamer que le jugement a commencé dans le ciel et à révéler toute la beauté du caractère d'amour de Dieu. Le don de prophétie est une de ses caractéristiques. Dieu équipe les croyants avec des dons spirituels pour servir et fortifier l'Église. Les adventistes ne croient pas cependant être les seules personnes à être sauvées.

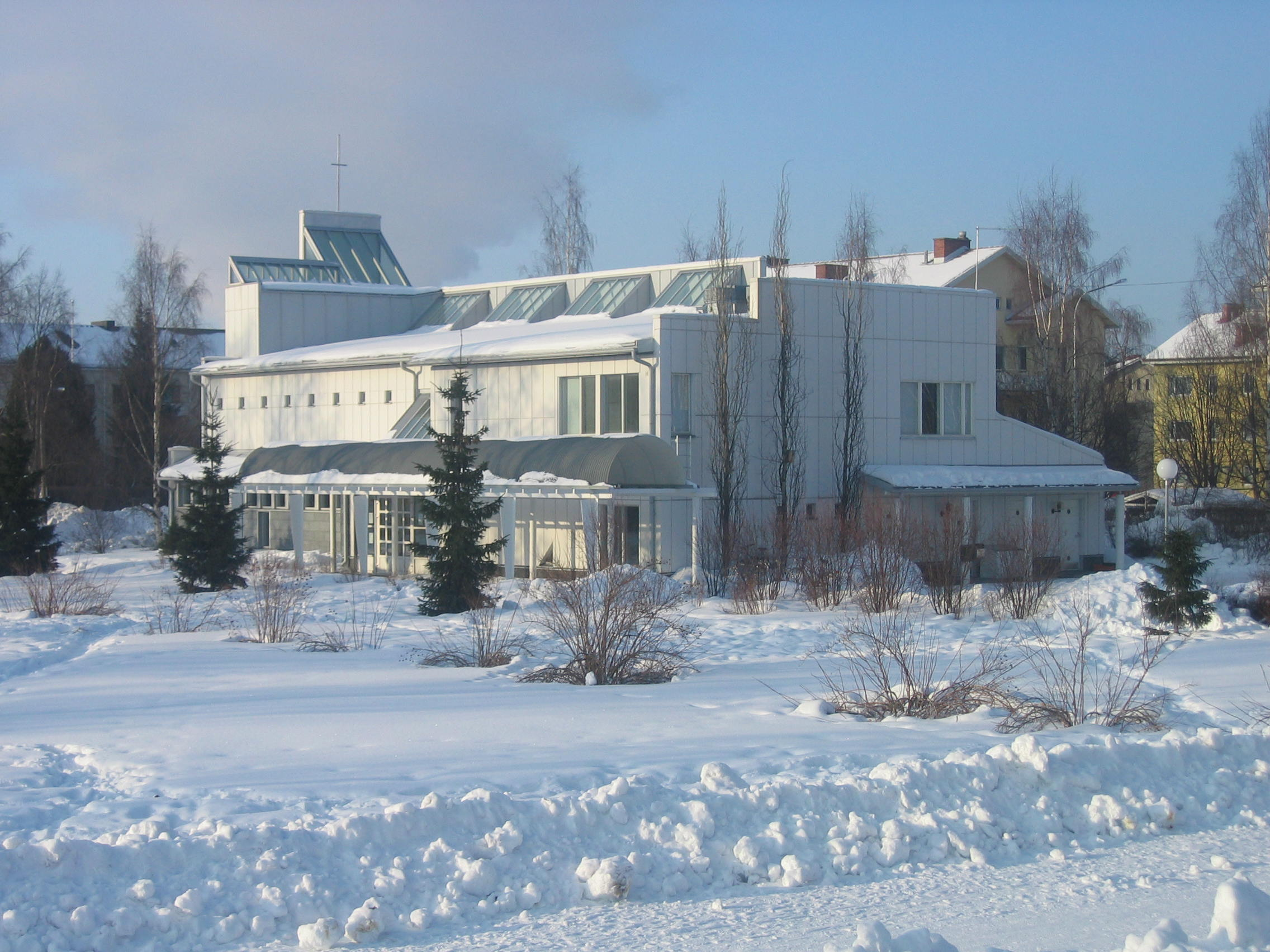
Église adventiste, Oulu, Finlande.

### Doctrine de la vie chrétienne (croyances fondamentales 19-23)
Les adventistes enseignent que les principes universels et éternels de la loi de Dieu sont exprimés dans les dix commandements (Décalogue) et exemplifiés dans la vie du Christ. Le salut s'obtient par la grâce, non par les œuvres, mais le résultat d'une relation d'amour avec Dieu est l'obéissance à ses commandements. Le sabbat, (le quatrième commandement) a été donné par Dieu à toute l'humanité pour célébrer et se souvenir de son pouvoir créateur et sanctificateur. Il[Qui ?] réclame l'observation du septième jour de la semaine (samedi) comme jour de repos et d'adoration de Jésus, le Maître du sabbat. Le chrétien honore Dieu avec ses biens, son temps, ses talents et son corps. Il s'abstient de ce qui nuit et affecte les capacités de son corps et de son esprit. Dans une relation d'affection, il honore et respecte les liens du mariage.

### Doctrine des choses dernières (croyances fondamentales 24-28)
Les adventistes du septième jour se considèrent comme un mouvement prophétique, appelé à annoncer le retour du Christ, « la bienheureuse espérance » du christianisme, dont ils voient des évidences de sa proximité. Ils étudient les prophéties bibliques de l'histoire du salut et du temps de la fin. Ils enseignent que Jésus-Christ est le seul médiateur entre Dieu et les hommes. Il commença son ministère d'intercession dans le sanctuaire céleste après son ascension. En 1844, il démarra l'œuvre de l'instruction du jugement dans le lieu très saint (illustré dans Lévitique 16 par le service du jour des expiations). Cette enquête s'achèvera juste avant le retour du Christ.
Les adventistes enseignent que l'âme n'est pas immortelle. L'état des morts est un « sommeil » dans le sens que « la première mort » est un état d'inconscience mais non définitif. Tous les êtres humains ressusciteront, soit pour obtenir la vie éternelle, soit pour faire face au jugement dernier. Au retour du Christ, les sauvés vivants et ressuscités iront au ciel mais les perdus périront. Pendant mille ans, les sauvés examineront les livres consignant la vie des perdus. Les adventistes indiquent que Dieu ne se trompe jamais mais qu'aucun doute ne doit subsister sur sa justice. Cette contre-enquête confirmera les décisions de l'instruction du jugement. Après les mille ans, les perdus ressusciteront pour le jugement dernier. Ils apprendront et recevront la sentence de « la seconde mort » : la mort définitive et éternelle - l'annihilationnisme. La destruction de Satan et du mal seront aussi définitives. La terre sera recréée à son état original de perfection.

## Autres activités

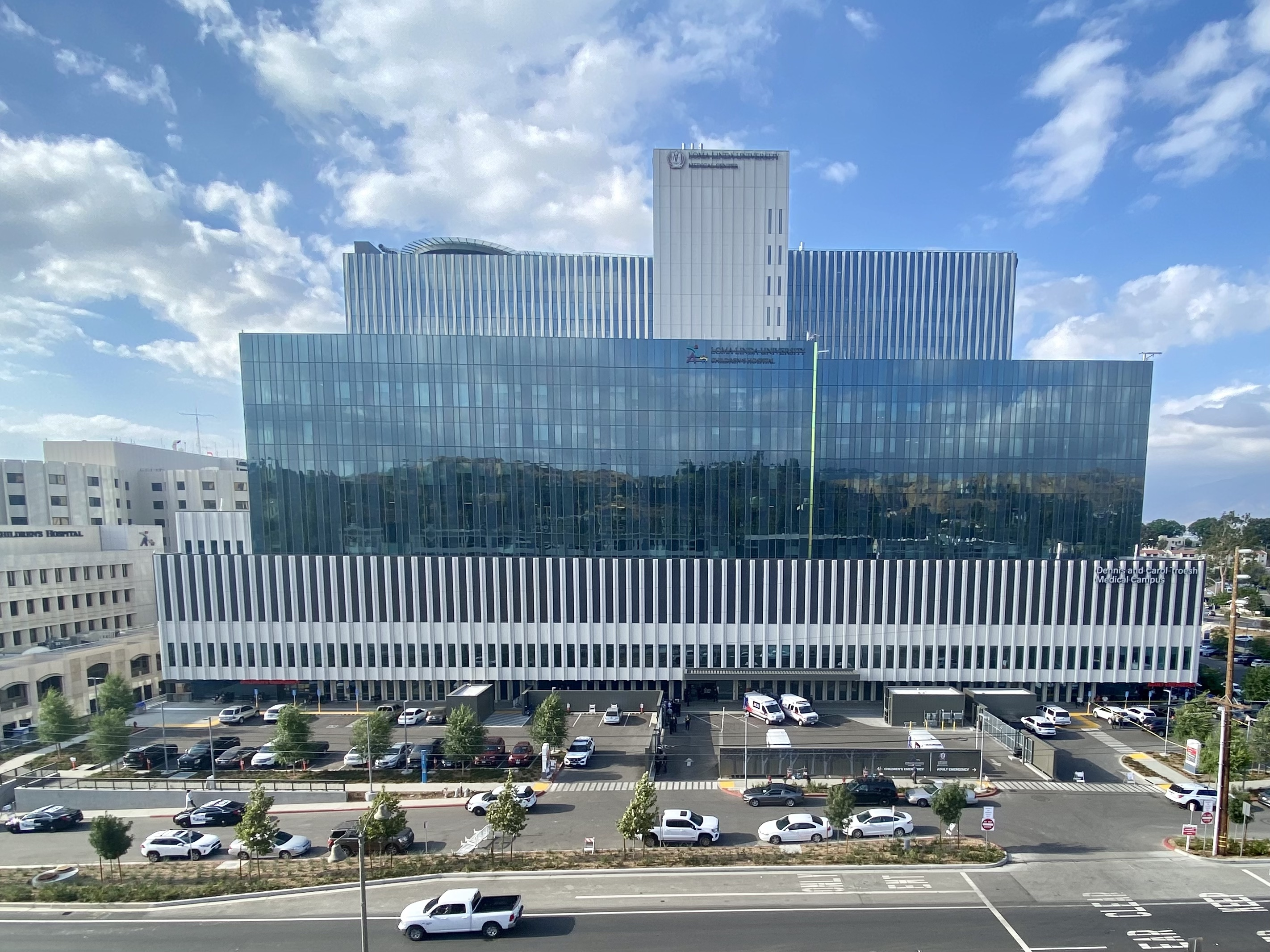
Centre médical de l'université de Loma Linda, Californie.

À travers la Bible (le corps humain est le temple de Dieu - 1 Corinthiens 6:19), l'Église adventiste prône une réforme sanitaire incluant une alimentation saine, l'entretien du corps par l'exercice physique, l'abstinence de boisson alcoolisée, de tabac et toute autre substance nuisible. À ce titre, il a été développé le « plan de cinq jours » visant à aider les fumeurs à se libérer de la dépendance tabagique. Plusieurs recherches indiquent que l'espérance de vie des adventistes est supérieure à la moyenne de la population des pays développés (4 ans de plus chez les femmes et 7 ans de plus chez les hommes).

### Activités missionnaires
Les activités de sensibilisation missionnaires de l'Église adventiste ciblent les non-croyants et les croyants d'autres confessions. Les adventistes du septième jour croient que Christ a appelé ceux qui croient en lui à prêcher dans le monde entier. En tant que tel, l'Église est présente dans plus de 200 pays dans le monde. Cependant, les adventistes sont prudents pour s'assurer que l'évangélisation n'interfère pas avec les droits fondamentaux de l'individu. La liberté religieuse est une position que l'Église adventiste du septième jour soutient et promeut. Les efforts évangéliques traditionnels adventistes consistaient en des missions urbaines et la distribution de brochures telles que The Present Truth, qui a été publié par James White à partir de 1849.
Les adventistes, comme en témoigne leur vaste distribution de livrets, comme leurs ancêtres millérites, ont longtemps été partisans des ministères basés sur les médias. Jusqu'à ce que John N. Andrews a été envoyé en Suisse en 1874, les efforts mondiaux adventistes ont consisté entièrement de la circulation de tracts (comme le blanc) dans de nombreux endroits. La lecture de ces documents a été la principale raison pour laquelle Andrews a finalement été appelé à voyager à l'étranger. Au siècle dernier, de tels efforts ont également impliqué l'utilisation de moyens de communication modernes tels que la radio et la télévision. Le premier est le programme radio H. M. S. Richards, Voice of prophecy (« La Voix de la Prophétie »), qui a été initialement transmis de Los Angeles en 1929.

#### Travail missionnaire avec les jeunes
Le département de la jeunesse de l'église adventiste organise des clubs spécifiques à l'âge pour les enfants et les jeunes du monde entier.
Clubs « Aventurier/Tisons » (6-9 ans), « Castor Curieux/Bourgeons » (4-5 ans) et « Petit Agneau/Little Lambs » (2-3 ans) sont des programmes pour les jeunes enfants qui participent au programme Explorateurs (appelé aussi Club des Éclaireurs).
Les Explorateurs est un club pour les garçons et les filles de 10 à 17 ans,. Il est similaire et repose en partie sur le mouvement scout. Les Explorateurs exposent les jeunes à des activités telles que le camping, le service communautaire, le tutorat personnel et l'éducation basée sur les compétences, et les forment au leadership dans l'église. Les « Camporees » annuels se déroulent dans des Conférences individuelles, où les Conquistadores de la région se rencontrent et participent à des événements similaires aux Jamborees Scout.
Après avoir atteint l'âge de 17-18 ans, il a le droit de se joindre à la direction de la jeunesse et/ou au Club des Jeunes (compagnons/aînés). Normalement, après avoir été membre d'un club, ils peuvent devenir « membres du personnel » Club des Explorateurs et Tisons/Aventurier et commencer le programme Jeunes leaders du leadership se développe pour les jeunes et Club des Explorateurs et Tisons/Aventurier.

## Organisation
L'Église adventiste est internationale. Ses croyances, ses règlements, sa structure et son fonctionnement administratif sont universels, les règlements étant toutefois modelés en fonction de certaines particularités culturelles et régionales. Elle est structurée selon une forme de représentation démocratique qui se rapproche du système presbytérien d'organisation ecclésiale. Elle fonctionne sur quatre niveaux d'organisation :
1. L'assemblée locale est la fondation de l'organisation adventiste. Chaque adventiste baptisé est membre d'une congrégation locale. Il a droit de vote sur les affaires de cette congrégation ;
2. La Fédération, ou la Mission locale, regroupe les assemblées adventistes d'un pays, d'une région ou d'un territoire. Elle nomme et paie le salaire des pasteurs, détient la possession légale des propriétés et des bâtiments d'église de l'Église, et organise la collecte des dîmes et des offrandes ;
3. L'Union de fédérations, ou de missions, regroupe plusieurs missions et fédérations sur un plus grand territoire. Sur le même principe, l'Union d'églises regroupe des congrégations locales ;
4. La Conférence générale est le quartier général de l'Église mondiale. C'est l'autorité administrative la plus élevée de l'Église adventiste. Son siège se trouve à Silver Spring, dans le Maryland (États-Unis). La Conférence générale comprend treize Divisions à travers le monde[58]. Elle est dirigée par un président élu lors d'une session générale. L'actuel président est le pasteur Ted Wilson, élu en juin 2010[59] et réélu lors de la session de la conférence générale de Juillet 2015, à San Antonio, Texas.

## Controverses
Plusieurs témoignages font état de dérives sectaires et de maltraitance au sein de l'Église.
En 2014 dans l'Oregon, deux hommes d'une cinquantaine d'années accusent la Conférence générale d'avoir autorisé un homme condamné pour des faits de pédophilie à devenir animateur des Jeunesses Adventistes dans les années 1970. Cette décision aurait permis à cet homme de faire d'autres victimes.
En 2021, un pasteur adventiste martiniquais est condamné à quatorze années de prisons pour des actes de pédophilie ayant eu lieu entre 1985 et 2008. Plusieurs témoignages de victimes font état d'une omerta au sein de l'église et d'un climat de complaisance, permettant à l'agresseur de rester impuni et de perpétuer ces actes.
La même année, plusieurs témoignages relaient des faits de dérives sectaires, de maltraitance, de viol, de torture et d'emprise au sein d'une communauté adventiste du Cap-Vert.
Toujours en 2021, une ancienne membre de l'église s'exprime dans la presse britannique en témoignant de dérives sectaires ; dérives débouchant sur des actes violents tels que du harcèlement, de l'humiliation, de l'intimidation, des violences physiques, de la misogynie et du racisme.
En 2023, un témoignage anonyme apparait dans la presse belge faisant état de dérives sectaires au sein de la communauté. Les accusations dénoncent des pratiques d'exclusion sociale, d'homophobie, d'emprise et de maltraitance physique par le jeûne excessif. En outre, selon ce dernier récit, l'Église proposerait illégalement des thérapies de conversion, pratique alors interdite dans le pays.
En mai 2024, un professeur de la Redlands Adventist Academy en Californie fait l'objet d'accusations d'atouchement sur mineurs. Les accusations rapportent un climat de complaisance de la part des autorités de l'Eglise.
En France, l'Église adventiste est évoquée comme une secte potentielle dans plusieurs rapports de la Miviludes. Cela fait débat, car d'autres observateurs jugent que l'Église implique de plus en plus ses membres dans la société,.

#### Sites officiels
- (fr) Le site francophone de l'Église adventiste
- (en) Le site international de l'Église adventiste
- (fr) Archives historiques de l'adventisme en Europe
- (fr) Le site international d'Adventist World, nouvelles et articles
- (fr) ANN - Agence d'information adventiste
- (en) Le site international de Hope Channel, toutes les chaînes TV

#### Sociologie de l'adventisme
- (fr) Sociologiser site de Fabrice Desplan, sociologue rattaché au Groupes, Sociétés, Religions, Laïcité, de l'École Pratique de Hautes Études (C.N.R.S).

#### Lieux historiques adventistes
- (en) Battle Creek : Le berceau historique de l'adventisme (1852-1902).